# اختراق السائل الدماغي النخاعي
اختراق السائل الدماغي النخاعي (Cerebrospinal fluid penetration) هو مقدار الدواء الذي يجتاز الحائل الدموي الدماغي ليدخل إلى السائل الدماغي النخاعي.  وعادة ما يُعبر عنه في صورة النسبة المئوية للتركيز في الدم.